# Infoshop
Infoshopovi su uglavnom mjesta na kojima ljudi mogu pristupiti anarhističkim ili autonomističkim idejama.[nedostaje izvor] Često su samostalni projekti ili mogu biti dio veće radikalne knjižare, arhiva, samoupravnog društvenog centra ili društvenog centra. Infoshopovi obično nude letke, plakate, fanzine, pamflete i knjige za prodaju ili donaciju. Često su dostupni i drugi artikli kao što su značke, bedževi, umjetnička djela domaće proizvodnje te majice. Infoshopovi također mogu osigurati mogućnost tiskanja i kopiranja kako bi se mogla proizvesti vlastita literatura. Infoshopovi omogućuju i prostore za sastanke.
Infoshopovi se nalaze u mnogim gradovima Sjeverne Amerike i zapadne Europe, ali i na drugim lokacijama diljem svijeta kao što su Australija, Izrael i Novi Zeland itd. To su prostori kojima upravljaju volonteri sami, no razlikuju se po veličini i funkciji - ovisno o lokalnom kontekstu.

## Radikalni prostori
Infoshop (sama riječ je kovanica, a dolazi od riječi: informacija i trgovina) fizički je prostor u kojem ljudi mogu pristupiti radikalnim idejama putem letaka, postera, fanzina, pamfleta i knjiga. Autor Bojan Kupirović za infoshopove navodi i termin alternativni informacijski centri.
Infoshopovi također pružaju prostor za upoznavanje drugih ljudi i u nekim slučajevima za organiziranje događaja kao što su sastanci ili prikupljanje sredstava. Neki infoshopovi imaju računala, fotokopirne strojeve i pisače tako da se pamfleti, članci, časopisi te novine mogu kreirati i zatim cirkulirati.
Znanstvenik Chris Atton opisuje infoshop kao "forum za alternativne kulturne, ekonomske, političke i društvene aktivnosti". Na primjer, u letku u kojem je najavljivao svoje planirane aktivnosti, Autonomni centar Edinburgha (engl. ACE) naveo je da će staviti na raspolaganje lokalno proizvedene umjetnine i rukotvorine, ploče, majice, bedževe, knjige, zinove i informacije. Kada se otvorio sljedeće godine, ACE je nudio letke, biltene, časopise o temama kao što su antivivisekcionizam, antimonarhizam te sabotaža lova.
Poput društvenih centara, infoshopovi se razlikuju po veličini i funkciji ovisno o lokalnom kontekstu. Mnogi su suvremeni anarhisti po prvi put došli u kontakt s radikalnom politikom putem infoshopa.
Infoshopove obično na dobrovoljnoj osnovi vodi nehijerarhijski kolektiv. Prostori su neprofitni.

## Prethodnici
U Ujedinjenom Kraljevstvu, rani prethodnici infoshopova bile su radikalne tiskare kao što su tiskara Gilesa Calverta (u 17. stoljeću) i kavana Johna Dohertyja (u 30-im godinama 19. stoljeća). U novije vrijeme, infoshopovi su bili povezani sa skvotiranim anarhističkim društvenim centrima kao što su 121 Center u Brixtonu (London) i Free Information Network (FIN).
Pišući u fanzinu Maximumrocknroll 1990-ih, Chuck Munson je sjevernoameričke infoshopove odredio kao centre zajednice mira i pravde i priznao utjecaj europskih društvenih centara. Munson je također naveo da u Njemačkoj postoji preko 60 infoshopova (njem. infoladen) koji su bili povezani s anarhističkim, autonomističkim, skvotirajućim i punk pokretima.

## U svijetu
Samoupravni društveni centri u Italiji, kao što je Forte Prenestino u Rimu, često sadrže infoshopove.
Društveni centri u Ujedinjenom Kraljevstvu često sadrže infoshopove, kao što je na primjer Cowley Club u Brightonu i 1 in 12 Club u Bradfordu. U Londonu postoji i 56a Infoshop. Sredinom 2000-ih  postojali su i infoshopovi u Leedsu, Manchesteru, Norwichu i Nottinghamu.
U 1990-ima u Sjevernoj Americi postojali su sljedeći infoshopovi: 223 Center (u Portlandu, u Oregonu); 404 Willis (u Detroitu); A-Space (u Philadelphiji); Arise! Bookstore & Resource Center (u Minneapolisu); Autonomous Zone (u Chicagu); Beehive Infoshop (u Washington D.C.-ju); Blackout Books (u New York Cityju); Crescent Wrench Infoshop (u New Orleansu); Croatan (u Baltimoreu), Emma Center (u Minneapolisu); Epicenter (u San Franciscu); Long Haul (u Berkeley); Lucy Parsons Center (u Cambridgeu); Mayday Books (u Minneapolisu); Who's Emma (u Torontu); Wooden Shoe Books (u Philadelphiji).
Drugdje u svijetu projekti uključuju Jura Books u Australiji, Salon Mazal u Izraelu te Freedom Shop na Novom Zelandu. Povezani projekti uključuju anarhističke arhive, bunkoe u Japanu i društvene knjižnice.

### Bivši i sadašnji infoshopovi u Hrvatskoj
- Infoshop/knjižnica Pippilotta je knjižnica i čitaonica u Zagrebu. Ujedno je i centar za razmjenu informacija, poticanje rasprava na aktualne ili zapostavljene teme te razvoj kritičko-promišljajuće svijesti. Pippilotta je i mjesto za sastanke i druženje te nove inicijative. Prostorom volonterski koordinira kolektiv, a svi programi su besplatni. Knjižnica/Infoshop Pippilotta djeluje u prostorijama Autonomnog Kulturnog Centra Attack, smještenog u staroj tvornici lijekova, na adresi Pierottijeva 11, u Zagrebu.

- Riječki Infoshop Škatula djelovao je od 2004. do 2009. godine. U tom se razdoblju selio se po različitim lokacijama. Nastao je pod okriljem istoimene udruge. Za pokretanje su bili zaslužni, kako kaže Damir Batarelo, ljudi s punk scene koji su se htjeli odmaknuti od klasičnih punkerskih radnji.  Arhivirana inačica izvorne stranice od 13. srpnja 2022. (Wayback Machine)

- Infoshop Mica Maca djelovao je u Puli od 2008. do 2009. godine.

- Open Box knjižnica u Splitu djeluje kroz udrugu Aktivist od 2013. godine, preuzevši dio knjiga od nekadašnje knjižnice Dislexije. Trenutno broji stotine knjiga koje se mogu posuđivati besplatno. Open Box drži domaće i strane časopise, fanzine, newslettere i pamflete te se u njemu održavaju društvena događanja, edukacije i radionice.

- Infoshop Iskra je inicijativa za čitaonicu i knjižnicu anarhističke i slobodarske literature. Smještena je u Zadru, u knjižnom klubu Knjigozemska koji je samoodrživ i autonoman.

- Knjižnica i čitaonica Tabula Rasa djelovala je u Čakovcu. Teme koje je knjižni fond pokrivao: civilno društvo i volonterizam, neinstitucionalna kultura, zaštita okoliša, ljudska i životinjska prava, politike, neprofitno poduzetništvo, slobodni softver / slobodna kultura, alternativni oblici življenja, dizajn i arhitektura.

### Popis značajnih infoshopova
| Ime                              | Mjesto                      | Osnovan              | Status   |
| -------------------------------- | --------------------------- | -------------------- | -------- |
| 1 in 12 Club                     | Bradford, Velika Britanija  | 1988. godine         | Radi     |
| 121 Centre                       | London, Velika Britanija    | 1989. godine         | Zatvoren |
| 56a Infoshop                     | London, Velika Britanija    | 1991. godine         | Radi     |
| ABC No Rio                       | New York, SAD               | 1980. godine         | Radi     |
| Autonomous Centre of Edinburgh   | Edinburgh, Velika Britanija | 1997. godine         | Radi     |
| BIT                              | London, Velika Britanija    | 1968. godine         | Zatvoren |
| Boxcar Books                     | Bloomington, SAD            | 2001. godine         | Zatvoren |
| Brian MacKenzie Infoshop         | Washington DC, SAD          | 2003. godine         | Zatvoren |
| Camas Bookstore and Infoshop     | Victoria, Kanada            | 2007. godine         | Radi     |
| Catalyst Infoshop                | Prescott, SAD               | 2004. godine         | Zatvoren |
| Civic Media Center               | Gainesville, FL             | 1993. godine         | Radi     |
| Cowley Club                      | Brighton, UK                | 2002. godine         | Radi     |
| Firestorm Cafe & Books           | Asheville, SAD              | 2008. godine         | Radi     |
| Forte Prenestino                 | Rim, Italija                | 1986. godine         | Radi     |
| Freedom Shop                     | Novi Zeland                 | 1995. godine         | Radi     |
| Grote Broek                      | Nijmegen, Nizozemska        | 1984. godine         | Radi     |
| Insoumise                        | Montreal, Kanada            | 2004. godine         | Radi     |
| Internationalist Books           | Chapel Hill, SAD            | 1981. godine         | Zatvoren |
| Jura books                       | Sydney, Australija          | 1977. godine         | Radi     |
| Red Emma's Bookstore Coffeehouse | Baltimore, SAD              | 2004. godine         | Radi     |
| Salon Mazal                      | Tel Aviv, Izrael            | 1968. godine         | Zatvoren |
| Spartacus books                  | Vancouver, Kanada           | 1973. godine         | Radi     |
| Sumac centre                     | Nottingham, UK              | 1984. godine         | Radi     |
| Vrijplaats Koppenhinksteeg       | Leiden, Nizozemska          | 1968. godine         | Zatvoren |
| Warzone centre                   | Belfast, Velika Britanija   | 1986–2003, 2011–2018 | Zatvoren |